# Aftagerpanel
Et aftagerpanel er et rådgivende organ bestående af repræsentanter for private og offentlige organisationer, der giver indspark til en bestemt uddannelses kvalitet, så den bedst muligt matcher arbejdsmarkedets behov.
Aftagerpaneler blev etableret i 2007, da det blev skrevet ind i universitetsloven, at universiteterne skal nedsætte aftagerpaneleler. Ordningen er senere udvidet til andre uddannelser. Etableringen af aftagerpaneler betød, at den allerede eksisterende dialog mellem uddannelser og arbejdsgivere blev formaliseret.
Input fra aftagerpanelerne bruges både, når eksisterende uddannelser ændres og når nye uddannelser udvikles. Når et universitet ansøger om at få en uddannelse akkrediteret, skal universitetet kunne dokumentere, at aftagerpaneler har været involveret i udviklingen af uddannelsen.
Rammerne for sammensætningen af panelerne er vide, men medlemmerne kommer ofte fra arbejdsgivere, arbejdsgiverorganisationer og fagforbund. Eksempelvis er der både ministerier, advokatkontorer, Region Syddanmark, en byret, politiet og en kommune repræsenteret i aftagerpanelet for jurauddannelserne på Syddansk Universitet.